# Lucaszin
Lucas Joia Ferreira, mais conhecido como Lucaszin (Diadema, 19 de outubro de 2002), é um atleta profissional de esportes eletrônicos. Iniciou sua trajetória em Call of Duty: Mobile em 2019, quando ainda estudava.
Ferreira atual campeão latino e terceiro colocado no mundo em Call of Duty: Mobile. Segundo o site Esports Earnings, ele já ganhou mais de 30 mil dólares, provenientes de prêmios em competições da modalidade.

## Biografia
Nascido e criado em Diadema, Ferreira foi atleta de natação durante 15 anos de sua vida, mas encerrou sua carreira após uma lesão no joelho. Decidiu, então, dedicar seu tempo a faculdade de Engenharia da computação. Começou a jogar Call of Duty: Mobile com os amigos de faculdade. Em 2022, se tornou campeão Latino Americano na modalidade.
Após a classificação para o campeonato mundial nos Estados Unidos, decidiu abandonar o trabalho e a faculdade para se tornar atleta profissional de eSports.

## Títulos

### 2021
- Mobile Battle by Snapdragon[6]

### 2022
- CODM World Championship 2022 - LATAM Qualifier[7]
- CODM World Championship 2022 - LATAM Finals[7]
- CODM World Championship 2022 3th[8]